# ناشیتی (نیومکزیکو)
ناشیتی (به انگلیسی: Naschitti) یک منطقهٔ مسکونی در ایالات متحده آمریکا است که در شهرستان سن خوآن، نیومکزیکو واقع شده‌است. ناشیتی ۶٫۶ کیلومتر مربع مساحت و ۳۶۰ نفر جمعیت دارد و ۱٬۷۹۵ متر بالاتر از سطح دریا واقع شده‌است.